# Григорій Козінцев (фільм)
«Григорій Козінцев» — документальний фільм 2002 року.

## Зміст
Фільм про Григорія Козінцева — режисера і сценариста, який був керівником режисерської майстерні при «Ленфільмі». Він ніколи не приховував своєї думки, намагаючись завжди говорити правду, за що й отримав прізвисько «совість Ленфільму». Він прожив 68 років, помер у 1973 році, але його роботи і пам'ять про нього донині живі.